# Pterostylis graminea
Pterostylis graminea är en orkidéart som beskrevs av Joseph Dalton Hooker. Pterostylis graminea ingår i släktet Pterostylis och familjen orkidéer. Inga underarter finns listade i Catalogue of Life.